# Бьяндзе
Бьяндзе́, Бьянце (итал. Bianzè) — коммуна в Италии, располагается в регионе Пьемонт, в провинции Верчелли.
Население составляет 2038 человек (2008 г.), плотность населения составляет 50 чел./км². Занимает площадь 41 км². Почтовый индекс — 13041. Телефонный код — 0161.
Покровителем коммуны почитается святой Евсевий из Верчелли, празднование празднование в первый понедельник августа.

## Демография
Динамика населения:

## Администрация коммуны
- Официальный сайт: